# Серрана (мезорегіон)

Мезорегіон Серрана на карті штату Санта-Катаріна

Серрана (порт. Mesorregião de Serrana) — адміністративно-статистичний мезорегіон у Бразилії, один з шести мезорегіонів бразильського штату Санта-Катарина. Населення становить 406 741 особа на 2010 рік. Займає площу 22 231,944 км². Густота населення — 18,22 ос./км².

## Демографія
Згідно даних, зібраних в результаті перепису 2010 року Бразильським інститутом географії і статистики (IBGE), населення мезорегіону складає:
| Все населення                                | Все населення                                | Все населення                                | 406 741 |
| -------------------------------------------- | -------------------------------------------- | -------------------------------------------- | ------- |
| Міське населення                             | 332 431                                      | Відсоток міського населення, %               | 81,73   |
| Сільське населення                           | 74 310                                       | Відсоток сільського населення, %             | 18,27   |
| Чоловіче населення                           | 201 968                                      | Відсоток чоловічого населення, %             | 49,66   |
| Жіноче населенне                             | 204 773                                      | Відсоток жіночого населення, %               | 50,34   |
| Населення мезорегіону у % до населення штату | Населення мезорегіону у % до населення штату | Населення мезорегіону у % до населення штату | 6,51    |

## Статистичні дані
- Валовий внутрішній продукт на 2003 складає 3 759 830 780,00 реалів (дані: IBGE).
- Валовий внутрішній продукт на душу населення на 2003 складає 9166,96 реалів (дані: IBGE).
- Індекс людського розвитку на 2000 складає 0,782 (дані: Програма розвитку ООН).

## Склад мезорегіону
У мезорегіон входять наступні мікрорегіони:
1. Кампус-ді-Лажис
2. Курітібанус

| Бразилія | Це незавершена стаття з географії Бразилії. Ви можете допомогти проєкту, виправивши або дописавши її. |